# Waltraut Fischer
Waltraut Fischer (* 18. September 1937 in Plaue) ist eine deutsche Malerin, Grafikerin und Illustratorin.

## Leben und Werk
Waltraut Fischer studierte an der Fachschule für angewandte Kunst Berlin-Schöneweide, der späteren Fachschule für Werbung und Gestaltung. Danach arbeitete sie in Berlin freiberuflich als Malerin und Grafikerin. Sie illustrierte u. a. eine Anzahl von Büchern, vor allem Kinderbücher. Sie beherrschte die Mongolische Sprache und unternahm in der zweiten Hälfte der 1980er Jahre mehrmals Studienreisen in die Mongolei. Davon publizierte sie 1986 das Buch mit eigenen Illustrationen Mongolia. Land der Gräser (Buchverlag der Morgen, Berlin, 1986; ISBN 3-371-00018-4).
Waltraut Fischer war bis 1990 Mitglied des Verbands Bildender Künstler der DDR.

## Fotografische Darstellung Waltraut Fischers
- Christian Borchert: Die Malerin Waltraud Fischer in ihrer Wohnung (1978; aus einer Serie von Fotografien)[1]

## Werke (Auswahl)

### Gemälde
- Das Ständchen (1974, Öl)
- Abendstillleben (1974, Öl; auf der VIII. Kunstausstellung der DDR)[2]
- Dorfhochzeit (1976, Öl; auf der VIII. Kunstausstellung der DDR)
- Dorfstraße (1976, Öl; auf der VIII. Kunstausstellung der DDR)[3]

### Weitere Buch-Illustrationen
- Joachim Walther (Hrsg.): Vom Geschmack der Wörter. Buchverlag Der Morgen, Berlin, 1980
- Hannes Hüttner: Herakles. Die zwölf Abenteuer. Der Kinderbuchverlag, Berlin, 1979
- Kurt David: Der Khan mit den Eselsohren – Ein mongolisches Märchen. Der Kinderbuchverlag, Berlin, 1981
- Stefan Stein: Krokodilstränen – Ein Märchen. Der Kinderbuchverlag Berlin, 1988
- Valentin Rasputin: Der Junge, der Fluss und der große Wald. Der Kinderbuchverlag, Berlin, 1988
- Solombo Chaan: Mongolische Märchen. Buchverlag Der Morgen, Berlin, 1989
- Renate Hoffmann: Von Adorf bis Australien. Feuilletons aus der näheren und weiteren Umgebung. Edition Ost, Berlin, 1994

## Ausstellungen (unvollständig)

### Einzelausstellungen
- 1974: Berlin, Galerie Pankow (mit Ottfried Zielke)
- 1980 und 1983: Berlin
- 1990: Leipzig, Galerie der Georg-Maurer-Bibliothek („Bilder für Kinderbücher“)

### Teilnahme an zentralen und wichtigen regionalen Ausstellungen in der DDR
- 1975 bis 1989: Berlin, sechs Bezirkskunstausstellungen
- 1977/1978: Dresden, VIII. Kunstausstellung der DDR
- 1982: Fürstenwalde, Altes Rathaus („Miniatur in der bildenden Kunst der DDR“)
- 1985: Berlin, Neue Berliner Galerie im Alten Museum („Musik in der bildenden Kunst der DDR“)